# شيلدز ارين
شيلدز ارين (بالإنجليزية: Shields Warren)‏ هو عالم أمراض أمريكي، ولد في 1898 في كامبريدج في الولايات المتحدة، وتوفي في 1 يوليو 1980 في ماشبي في الولايات المتحدة.